# Transrepresión
En el campo de la biología molecular, la transrepresión es un proceso donde una proteína reprime o inhibe la actividad de una segunda proteína mediante interacción proteína-proteína. Este proceso, puesto que se produce entre dos moléculas diferentes de proteína, se denomina proceso de acción en trans (del inglés trans-acting).
La proteína que es reprimida suele ser un factor de transcripción, cuya función consiste en incrementar la tasa de transcripción de un determinado gen. De este modo, el resultado de la transrepresión es la reducción de la tasa de transcripción de dicho gen.
El fenómeno de la transrepresión fue observado por primera vez al estudiar la capacidad de los receptores de glucocorticoides para inhibir la actividad promotora de la transcripción de los factores de transcripción AP-1 y NF-κB. También se ha observado que la transrepresión juega un importante papel en el proceso antiinflamatorio inducido por los glucocorticoides. También se han podido encontrar otros receptores nucleares, tales como el receptor X hepático o PPAR, que presentan la capacidad de transreprimir la actividad de otras proteínas.